# Ding Hou
Ding Hou (1921-2008) fue un botánico, micólogo indonesio-neerlandés. Trabajó extensamente como curador del "Herbarium Bogoriense" y del Jardín Botánico de Buitenzorg.
Realizó revisiones importantes de las familias Anacardiaceae, Anisophylleaceae, Aristolochiaceae, Celastraceae, Rhizophoraceae, Thymelaeaceae y Fabaceae de Malasia.

## Algunas publicaciones
- ding Hou, chirdsak Thapyai. 2010. Flora of Thailand: Celastraceae, Hernandiaceae, Leeaceae, Mastixiaceae, Passifloraceae, Verbenaceae. Flora of Thailand 10 (2). Ed. Forest Herbarium, Royal Forest Department, 123 pp. ISBN 9742867887
- ------------. 1984. Identification Lists of Malesian Specimens: Aristolochiaceae. Vol. 64. Ed. Rijksherbarium, 9 pp.
- ------------. 1972. A New Species of Mangifera (Anacardiaceae). 5 pp.
- ------------. 1972. Germination, Seedling, and Chromosome Number of Scyphostegia Borneensis Stapf (Scyphostegiaceae). 5 pp.

### Libros
- ding Hou, Kai Larsen, s.s. Larsen. 1996. Caesalpiniaceae. Vols 1 y 12. Flora Malesiana: Spermatophyta. Ed. Foundation Flora Malesiana, 376 pp. ISBN 9071236293

## Eponimia
[Género
- (Celastraceae) Dinghoua R.H.Archer[1]

Especies
- (Anacardiaceae) Parishia dinghouiana Kochummen[2]
- (Aristolochiaceae) Aristolochia dinghoui F.González & Poncy[3]
- (Aristolochiaceae) Thottea dinghoui Swarupan.[4]
- (Rubiaceae) Porterandia dinghoui Zahid & K.M.Wong[5]